# Риос Монтт, Марио Энрике
Марио Энрике Риос Монтт (исп. Mario Enrique Ríos Montt; 17 марта 1932, Уэуэтенанго) — гватемальский католический епископ, общественный деятель и правозащитник. Титулярный епископ Эскуинтлы, апостолический администратор Исабаля. В 1987—2010 — ауксилиарий и викарий архиепархии Гватемалы. Глава Бюро по правам человека архиепархии. Младший брат и политический противник бывшего президента Гватемалы Эфраина Риоса Монтта.

## Священнослужение и политические взгляды
Родился в Уэуэтенанго, в многодетной семье разорившегося сельского торговца. Биографы семейства Риос Монтт с действа противопоставляли Марио Энрике старшему брату Хосе Эфраину.

Эфраин любил карты и военные парады; Марио каждое утро ходил на мессу и после школы молился со священниками.

Учился в католической семинарии лазаристов. 12 июля 1959 Марио Энрике Риос Монтт был рукоположён в священники. В 1974—1984 — титулярный епископ Эскуинтлы. Увлекался левоориентированной теологией освобождения (которая оттолкнула от католицизма старшего брата Эфраина, принявшего евангелизм). Поддерживал антиправительственные политические выступления гватемальской католической церкви — протесты против репрессий, призывы к активной социальной политике и борьбе с бедностью.

## Политическое противостояние с братом
23 марта 1982 года в результате военного переворота к власти в Гватемале пришла военная хунта, во главе с Эфраином Риосом Монттом, занявшим пост президента. Был установлен режим ультраправой диктатуры. Гражданская война и политические репрессии приобрели небывалые масштабы. При этом правящая группа отличалась фанатичным протестантским евангелизмом и с подозрением относилась к католическому населению.
При «риосмонттистском» режиме Марио Риос Монтт публично выступал против репрессивной политики старшего брата. По совету главы государства, титулярному епископу пришлось временно покинуть страну и перебраться в Италию.

## Епископство и правозащита
После смены власти в августе 1983 Марио Энрике Риос Монтт вернулся в Гватемалу и возобновил служение в Эскуинтле. В 1987 он был назначен ауксилиарием, в 1998 — викарием архиепархии Гватемалы. Занимал эти посты до 2010 года. В марте 2008 утверждён Папой Бенедиктом XVI в сане епископа. С 2011 по 2013 — апостолический администратор Исабаля.
Марио Энрике Риос Монтт активен в общественной деятельности. 24 апреля 1998 был опубликован доклад епископа Хуана Герарди о геноциде времён гражданской войны. Через два дня епископ был убит. После этого Марио Энрике Риос Монтт возглавил Бюро по правам человека архиепархии Гватемалы. Выступает с критикой прежних военных режимов за жестокость и гражданских правительств за коррумпированность.

Военные круги продолжают контролировать правительство, препятствуя достижению справедливости… Война уничтожила всё. Разорванная социальная ткань должна быть восстановлена на основе общественного доверия. Но коррупция и безнаказанность властей доверию не способствуют.

Марио Энрике Риос Монтт

В общественно-политическом аспекте Марио Энрике Риос Монтт — противник Хосе Эфраина Риоса Монтта. Однако братья встречались на семейных торжествах и общались дружелюбно, стараясь не касаться политики.

Брат есть брат… Мы живём в разных мирах, но уважаем друг друга.

Марио Энрике Риос Монтт